# Going Ape!
Going Ape! is een Amerikaanse filmkomedie uit 1981 van Paramount Pictures geregisseerd door Jeremy Joe Kronsberg.

## Verhaal
Max Sabatine, die een fortuin vergaarde met zijn circus "The Flying Sabatinis", komt te sterven. Zijn twee dochters zijn ontzet wanneer blijkt dat Max zijn volledige vermogen schenkt aan zijn zoon Foster die het circusleven de rug toekeerde. Er is wel één voorwaarde: Foster moet bewijzen dat hij minstens twee jaar kan zorgen voor de drie orang-oetans. Daarbij krijgt hij volgens testament de hulp van dierenopzichter Lazlo.
De apen zetten Foster zijn leven op zijn kop. Daarnaast zijn ze doelwit voor een organisatie die illegaal handelt in dieren.

## Rolverdeling
| Acteur         | Personage       |
| -------------- | --------------- |
| Tony Danza     | Foster Sabatini |
| Jessica Walter | Fiona           |
| Stacey Nelkin  | Cynthia         |
| Danny DeVito   | Lazlo           |
| Art Metrano    | Joey            |
| Frank Sivero   | Bad Habit       |
| Rick Hurst     | Brandon         |
| Howard Mann    | Jules Cohen     |
| Joseph Maher   | Gridley         |

## Nominatie
| Prijs                        | Categorie                      | Ontvanger(s) | Resultaat   |
| ---------------------------- | ------------------------------ | ------------ | ----------- |
| Golden Raspberry Awards 1981 | Slechtste acteur in een bijrol | Danny DeVito | Genomineerd |